# Episodi di Crash & Bernstein (prima stagione)
La prima stagione della serie televisiva Crash & Bernstein viene trasmessa in prima visione assoluta negli Stati Uniti sul canale Disney XD dall'8 ottobre 2012.
In Italia la stagione viene trasmessa in prima visione sul canale Disney XD dall'8 aprile 2012.
| nº    | Titolo originale              | Titolo italiano               | Prima TV USA     | Prima TV Italia  |
| ----- | ----------------------------- | ----------------------------- | ---------------- | ---------------- |
| 1     | Crash Lands                   | Arriva Crash                  | 8 ottobre 2012   | 8 aprile 2013    |
| 2     | Scaredy Crash                 | Crash terrorizzato            | 15 ottobre 2012  | 31 ottobre 2013  |
| 3     | Coach Crash                   | Coach Crash                   | 22 ottobre 2012  | 9 aprile 2013    |
| 4     | Educating Crash               | L'educazione di Crash         | 29 ottobre 2012  | 22 aprile 2013   |
| 5     | Party Crasher                 | No Crash, no party            | 29 ottobre 2012  | 11 aprile 2013   |
| 6     | Home Alone... With Crash      | Solo a casa con Crash         | 12 novembre 2012 | 12 aprile 2013   |
| 7     | Motorcycle Crash              | Gara di moto                  | 26 novembre 2012 | 15 aprile 2013   |
| 8     | Undercover Crash              | Crash e il karma              | 14 gennaio 2013  | 19 aprile 2013   |
| 9     | System Crash                  | Senza rete                    | 21 gennaio 2013  | 17 aprile 2013   |
| 10    | Crash Crush                   | L'infatuazione di Crash       | 28 gennaio 2013  | 18 aprile 2013   |
| 11    | Shorty Crash                  | Corto circuito                | 4 febbraio 2013  | 16 aprile 2013   |
| 12    | Release the Crashen           | Vicini invadenti              | 11 febbraio 2013 | 10 aprile 2013   |
| 13    | Cold Hard Crash               | Crash and Cash                | 18 febbraio 2013 | 11 giugno 2013   |
| 14    | Crashtagion                   | Germi all'attacco             | 25 febbraio 2013 | 12 giugno 2013   |
| 15    | Crash Jacked                  | Crash in ostaggio             | 4 marzo 2013     | 13 giugno 2013   |
| 16    | Crash vs. Flex                | Crash vs Flex                 | 11 marzo 2013    | 16 dicembre 2013 |
| 17    | Crashus Maximus               | Crash gladiatore              | 18 marzo 2013    | 17 dicembre 2013 |
| 18    | Crashlemania                  | Crash e il wrestling          | 25 marzo 2013    | 14 giugno 2013   |
| 19    | Comic Book Crash              | Il giustiziere e Mister Viola | 15 aprile 2013   | 15 giugno 2013   |
| 20    | Parade Crasher                | La star della parata          | 22 aprile 2013   | 16 giugno 2013   |
| 21    | Crashy McSmartypants          | Il chiosco dei consigli       | 25 giugno 2013   | 18 dicembre 2013 |
| 22    | Monster Crash                 | Monster Crash                 | 8 luglio 2013    | 19 dicembre 2013 |
| 23    | Crash Asks Too Many Questions | Crash fa troppe domande       | 15 luglio 2013   | 20 dicembre 2013 |
| 24    | Man Crash                     | Weekend per uomini            | 22 luglio 2013   | 21 dicembre 2013 |
| 25-26 | Crash On The Run              | Crash in fuga                 | 9 settembre 2013 | 22 dicembre 2013 |

## Arriva Crash
Wyatt costruisce un burattino in un negozio e lo chiama Crash, magicamente il burattino prende vita. Lo scopo di Crash è fare avere a Wyatt una stanza tutta sua. Il burattino parla con Mel, la madre di Wyatt, di questa cosa ma lei non è d'accordo, allora Crash cerca di cacciare di casa Amanda, la sorella maggiore di Wyatt, ma il piano va storto. Allora Crash taglia il muro della camera, Wyatt visto il disastro che ha combinato il burattino, lo manda via dalla casa dicendogli che non vuole un fratello che distrugge le cose. Il giorno seguente alla sala giochi Crash si scusa con Wyatt e promette di prendersi tutte le responsabilità per il muro.

## Crash terrorizzato
Crash cerca di aiutare Wyatt a superare la sua paura degli insetti dopo aver messo in bocca una tarantola, ma dopo aver visto i baffi del medico, Crash, sviluppa una grande paura. Alla fine Wyatt riesce a superare la sua paura offrendosi per sbaglio come aiutante di uno specialista di insetti. Nel frattempo Amanda vede un film horror che parla di un macellaio assassino e da quel momento ha paura della carne, delle macelleria, dei macellai e tutto ciò con cui hanno a che fare.

## Coach Crash
Crash entra come allenatore nella squadra di basket di Wyatt, dopo aver insultato l'ex-allenatore che poi a rinunciato al suo lavoro. Crash per portare la sua squadra alla vittoria mette Wyatt in panchina e fa giocare Derek, un ragazzo molto alto. Intanto Amanda cerca di raccogliere fondi per comprare un paio di occhiali da sole.

## L'educazione di Crash
Wyatt decide di mandare Crash a scuola, ma il burattino pensa che sia una prigione. Crash sconfigge Slapper, il ragazzo più cattivo della scuola, e fa diventare lui e Wyatt i più duri, tuttavia Crash si mette nei guai con la vicepreside dopo aver tirato l'allarme antincendio e Wyatt si prende la colpa per Crash. A casa il burattino taglia a metà il letto di Cleo e ci costruisce il suo.

## No Crash, no party
Un ragazzo di nome Trey invita Amanda ad una festa ed anche Wyatt, Crash e Pesto ci vogliono andare. Wyatt dice ad Amanda che dirà a Trey tante cose belle su di lei solo se gli faranno entrare alla festa ed Amanda accetta. Però Crash versa la limonata nel casco di Trey rovinando tutto, ma alla fine i ragazzi vengono invitati lo stesso.

## Solo a casa con Crash
Mel dice a Wyatt di ubbidire ad Amanda mentre lei è al lavoro, ma Crash convince Amanda ad andare alla sala giochi. Lasciando lui e Wyatt in carica. Mentre giocano a nascondino Jasmine rimane bloccata nel condotto di aerazione. Per far uscire Jasmine, Crash e Wyatt tentano di rubare le chiavi del condotto al signor Poulos, ma il piano va storto. Il signor Poulos minaccia loro di chiamare Mel, ma non dopo che Wyatt lo ricatta ricordandogli che è stato lui a lasciare aperto il condotto di aerazione.

## Gara di moto
Sia Crash che Pesto vogliono essere i migliori amici di Wyatt. Wyatt prova a farli diventare amici in tutti i modi, ci riesce soltanto facendoli giocare con le moto nella sala giochi. Però i due una volta diventati amici fanno tutto senza Wyatt. Nel frattempo Crash e Cleo cercano di coprire i danni fatti al divano dopo una lotta tra loro.

## Crash e il karma
Dopo che Crash ha rubato molto cose, anche dalla sala giochi, Wyatt gli insegna che il furto è sbagliato. Tornando a casa Crash incontra un'anziana signora di nome Doris che chiede donazioni. Poi si scopre che in realtà questa anziana signora e una truffatrice, allora Crash e Wyatt la tengono occupata fino all'arrivo dei poliziotti.

## Senza rete
Proprio quando Crash diventa ossessionato dalla tecnologia una lunga tempesta di vento fa sì che tutte le cose tecnologiche non funzionano: Crash non può giocare con un DVD, Amanda e la sua amica Jennifer non possono usare il telefono, Cleo non può usare il computer e Wyatt ed il signor Poulos non possono usare il loro videogioco. Quando le cose peggiorano il signor Poulos propone di fare una partita a football nel soggiorno. Le due squadre sono composte da Crash, Wyatt e Jennifer contro il signor Poulos, Amanda e Cleo.

## L'infatuazione di Crash
Alla festa del sesto compleanno di Jasmine, Crash si prende una cotta per un burattino di nome Lola (che secondo lui e viva), e comincia ad uscire con lei, ma la verità è che il burattinaio di Lola approfitta di Crash. Wyatt cerca di dimostrargli che Lola è finta e nel frattempo Cleo e Mel cercano di dare il miglior regalo a Jasmine.

## Corto circuito
Crash è triste perché è troppo basso per andare in un ottovolante chiamato "Il Decapitatore". Tuttavia impara a conoscere i sette record mondiali che ha il signor Poulos nonostante e basso. Intanto Wyatt deve cercare di non farsi male perché deve fare la foto di classe, questo però si rivela difficile dopo che gli finisce del chewing gum tra i capelli. Nel frattempo Cleo tenta
il suo primo progetto di trucco che va in faccia a Mel che diventa parzialmente viola a causa di una reazione allergica.

## Vicini invadenti
Mel invita Gerry, un nuovo vicino di casa, a stare con Wyatt e Crash, però questo ragazzo è un tipo davvero strambo. Il giorno dopo Mel conosce Gretchen, la mamma di Gerry, e questa signora si risulta più stramba del figlio. Per Crash, Wyatt e Mel liberarsi di loro è la cosa più difficile, ma alla fine Crash distrugge l'intera stanza delle sculture di ceramica facendo così arrabbiare Gretchen e Gerry.

## Crash and Cash
Crash diventa ricco quando la signora Lopez, una sua vicina di casa, va in Alaska e lascia un biglietto con scritto di badare ai gatti e che di ricompensa poteva avere i suoi soldi. Nel frattempo Wyatt e Scottie devono lavorare la loro campagna per essere presidenti dello Snowboard Club.

## Germi all'attacco
Mel, Cleo, Amanda e Jasmine si ammalano così Wyatt e Crash devono prendersi cura di loro. Wyatt è triste perché non può andare alla gita in campeggio. Intanto Crash viene a sapere dei germi e da quel momento ha paura di ammalarsi e si rinchiude in una bolla. Quando in famiglia stanno tutti meglio, quindi Wyatt e Crash possono andare in campeggio, il burattino ha paura di potersi ammalare all'aperto e non vuole uscire dalla sua bolla. Alla fine Crash cambia idea, ma il burattino si ammala e deve rimanere in casa.

## Crash in ostaggio
Slapper, il bullo della scuola, continua a rubare le cose degli altri allora Wyatt cerca di parlargli. In realtà ha solo peggiorato le cose, tanto che Slapper rapisce Crash per un riscatto della bicicletta di Wyatt. Il bullo, però, finisce per ripensarci per il fatto che Crash crea il caos nella sua camera da letto. Intanto Amanda è convinta che Mel ha ucciso Crash perché le ha rotto il televisore.

## Crash vs Flex
Mentre Wyatt sta rovistando in mezzo agli oggetti da poter vendere al mercatino trova un suo vecchio giocattolo chiamato Flex Fletcher e gioca con esso un sacco di tempo. Crash diventa molto geloso e cerca di sbarazzarsene. Intanto Cleo crea nuovi prodotti per fare soldi al mercatino e Amanda cerca di fondi per comprare degli stivaletti.